# Capa Kennelly-Heaviside

Capas de la ionosfera terrestre. La capa E aparece tanto de día como de noche.

La capa Kennelly-Heaviside, también conocida como región E o simplemente capa Heaviside, es una capa de gas ionizado que existe entre los 90 y 150 km de altura aproximada sobre la superficie terrestre, constituyendo una de las varias capas de la ionosfera. 
Tiene la característica distintiva de reflejar las ondas de radio de frecuencia media, lo que permite su propagación más allá del horizonte.
Este fenómeno, conocido también por el término inglés «skywave» varía según la hora del día: durante las horas de luz el viento solar presiona a la capa acercándola a la tierra, limitando la distancia de propagación de las ondas de radio. Por las noches en cambio, el viento solar aleja a la capa de la tierra, incrementando ampliamente el rango que las ondas pueden viajar por reflexión. El efecto recibe influencia además de la estación del año, al modificarse la distancia entre tierra y sol, y la cantidad de actividad solar.

## Historia
La existencia de la capa ionosférica la predijeron en 1902, en forma independiente y casi simultánea el ingeniero electricista estadounidense Arthur Edwin Kennelly (1861-1939) y el físico británico Oliver Heaviside (1850-1925). Sin embargo no fue hasta 1924 que su existencia fue detectada por Edward Victor Appleton.
En 1899 Nikola Tesla, en su experimento de Colorado Springs, transmitió ondas electromagnéticas de muy baja frecuencia entre la tierra y la ionosfera, hacia la capa Kennelly-Heaviside. Tesla realizó cálculos matemáticos sobre el experimento, prediciendo la resonancia del área en un rango del 15% de los valores experimentales aceptados en la actualidad. En la década de 1950 los investigadores confirmaron que la frecuencia de resonancia estaba en el rango bajo de 6,8 Hz .

## Impacto cultural
La capa Heaviside se usa como símbolo del paraíso en el musical de Andrew Lloyd Webber «Cats». Esta relación se basa en una cita hallada en una carta de T. S. Eliot cuyo libro Old Possum's Book of Practical Cats sirvió de base al musical. En la obra, cada año Old Deuteronomy elige a un gato para que vaya la capa Heaviside y comience una nueva vida. En la canción The Journey to the Heaviside Layer se dice que la capa Heaviside se encuentra «pasando el Hotel Russel» y «pasando la luna Jellicle», indicando que está muy lejos y es de difícil acceso.
T. S. Eliot también se refiere a la capa en su obra The Family Reunion, que explora sitruaciones alrededor de la otra vida, el paraíso y el infierno. 
Al final del musical, Grizabella es elegida para ir a Heaviside. Lo hace ascendiendo sobre un neumático volador hasta que alcanza una estructura similar a nubes, dentro de la que desaparece.